# Aeroportul Sultan Ismail Petra
Aeroportul Sultan Ismail Petra (IATA: KBR, ICAO: WMKC) este un aeroport din Kelantan⁠(d), Malaysia ce deservește zona Kota Bharu⁠(d). Aeroportul a fost tranzitat în 2021 de 499.695 de pasageri.
Situat la o altitudine de 5 m, aeroportul dispune de 1 pistă. Este operat de Malaysia Airports⁠(d).

## Infrastructură

### Piste
Aeroportul dispune de o singură pistă. Pista are orientarea 16/34.